# 露出 (宣伝)
露出（ろしゅつ）は、広告・宣伝・マーケティングなどの分野で用いられる用語。目的に即したかたちでメディアに登場することを意味する。
具体的には、テレビにおいては広告の放送、番組内で商品情報などとして取り上げられることを意味し、雑誌・新聞においては広告の掲載、記事ページ内で紹介されることを意味し、インターネットなどではバナー広告がユーザのパソコンに表示されることなどを広範に意味する。
基本的には、露出が増えれば増えるほど、消費者に認知・記憶される可能性も増えると考えられており、露出が多いことは広告・宣伝・マーケティングの分野では大きな価値を持つとされてきた。ただし最近では、単に消費者に認知・記憶されるだけでは売り上げにつながるとは限らないという測定もあり（特にマスセールを目的としない商品の場合に顕著である）、量的な露出だけではなく「いかにして好感を持たれるか」といった質的な露出もまた重要であると理解されている。